# Onciale 0288
- Papyrus
- Onciale
- Minuscules
- Lectionnaire

Le Codex 0288 (dans la numérotation Gregory-Aland), est un manuscrit du Nouveau Testament sur parchemin écrit en écriture grecque onciale.

## Description
Le codex se compose de deux folios. Il est écrit en deux colonnes par page, 27 lignes par colonne. Les dimensions du manuscrit sont 27 cm x 20,5 cm,.
Ce manuscrit contient le texte d'Évangile selon Luc (5,33-34.36-37; 5,39-6,1.3-4). Les paléographes datent ce manuscrit du IXe siècle.
Le texte du codex Kurt Aland ne l'a placé dans aucune catégorie.
Lieu de conservation
Le codex est conservé au monastère Sainte-Catherine (N.E. ΜΓ 98) dans le Sinaï,.